# David Nitschmann (Syndikus)
David Nitschmann (zur Unterscheidung von namensgleichen Personen in der Herrnhuter Überlieferung oft mit dem Beinamen Syndikus oder auch David Nitschmann III.; * 19. September 1703 in Zauchtenthal; † 29. März 1779 in Zeist, Niederlande) war ein deutsch-mährischer Missionar und der erste Archivar der Herrnhuter Brüdergemeine. 

## Leben und Wirken
Nitschmann, der zu den in Mähren verfolgten Böhmischen Brüdern gehörte, wanderte 1724 gemeinsam mit seinen Namensvettern, dem späteren Bischof und dem 1729 im Gefängnis gestorbenen „Bekenner“ nach Sachsen aus, wo er mit einigen Schicksalsgenossen auf dem Gut von Nikolaus Ludwig von Zinzendorf in Herrnhut Aufnahme fand und 1724 zu den Mitgründern der Brüdergemeine gehörte. Auch sein Vater Georg Nitschmann († 1741) schloss sich der Brüdergemeine an und war ab 1727 einer der vier Oberältesten. David Nitschmann lernte den Beruf des Webers, wurde aber ab 1728 von Zinzendorf als Kammerdiener und Privatsekretär beschäftigt. So spielte er eine entscheidende Rolle bei der Übertragung der Tradition der Unität der Böhmischen Brüder auf die Herrnhuter. Missionsreisen führten ihn nach Dänemark, England, St. Petersburg (1735) und in die Schweiz. Ein Missionsaufenthalt in Ceylon (Sri Lanka) Ende 1738 bis 1741 blieb erfolglos. Nach Zinzendorfs Tod 1760 trat Nitschmann in die Führung der Brüdergemeine ein. Ab 1762 in Zeist lebend, trug er dort Archivmaterialien zusammen und betreute Zinzendorfs Nachlass, unterbrochen durch eine Visitationsreise 1765/66 nach Pennsylvania. Ab 1775 war er hauptamtlicher Leiter des zentralen Unitätsarchivs der Brüdergemeinde, das er in Zeist aufgebaut hatte.